# عبدالحسین جلالی
عبدالحسین جلالی نماینده دور اول مجلس شورای اسلامی متولد ۱۳۳۰ در شاهرود است. او در اولین دوره مجلس با اخذ۸۰٬۹۷۲ برابر با ۵۶٫۲۰ درصد ارا توانست از حوزه انتخابیه نیشابور به مجلس راه یابد. او در مجلس اول در هیئت ۵ نفره مشترک مجلس و رئیس جمهور برای انتخاب نخست وزیر سمت نماینده ابوالحسن بنی صدر را داشت. عبدالحسین جلالی اولین دادستان انقلاب نیشابور بعد از انقلاب بود و لیسانس حقوق قضایی از دانشکده علوم سیاسی و حقوق دانشگاه تهران داشت. وی در بیستم دی ماه 1399 به دیدار حق شتافت. مزار او در جوار امامزاده ابوالقاسم شهر بسطام می باشد. 